# Manuel Vicente (político)
Manuel Domingos Vicente (nacido el 15 de mayo de 1956 en Luanda) es un político angoleño que se desempeñó como vicepresidente de Angola entre septiembre de 2012 y septiembre de 2017. Anteriormente, fue director ejecutivo de Sonangol, la empresa petrolera estatal de Angola, desde 1999 hasta 2012, y se desempeñó brevemente en el gobierno como ministro de Estado para la Coordinación Económica en 2012. Además, Vicente fue nombrado miembro del Buró Político del Movimiento Popular para la Liberación de Angola (MPLA), el partido gobernante, en diciembre de 2009. Durante algún tiempo, se le consideró como el probable sucesor de José Eduardo dos Santos en la presidencia del país.

## Biografía
Obtuvo un título de ingeniería electrónica en la Universidad Agostinho Neto en 1983.
Según un informe publicado el 2 de septiembre de 2011 por el semanario angoleño Jornal Novo, citando fuentes del MPLA, el presidente José Eduardo dos Santos eligió como su sucesor a Manuel Domingos Vicente. Esta información es transmitida por AFP el 13 de junio de 2012 en un artículo que menciona la posición de Vicente como segundo en la lista del presidente Santos. Parecen haber sido confirmados primero por el nombramiento de Manuel Vicente como ministro coordinador de asuntos económicos, luego por el hecho de que fue incluido como número dos, después de José Eduardo dos Santos, en la lista de candidatos del MPLA en las elecciones legislativas del 31 de agosto de 2012. De acuerdo con la constitución adoptada en 2010, los candidatos que encabezan la lista del partido más votado se convierten automáticamente en presidente y vicepresidente de la República. Con la victoria del MPLA, Manuel Domingos Vicente es elegido vicepresidente de la República.